# FeardotCom
FeardotCom (MiedoPuntoCom en España y Miedo.punto.com en Hispanoamérica), es una película de terror de 2002, dirigida por William Malone y protagonizada por Stephen Dorff, Natascha McElhone y Stephen Rea.

## Argumento
Mike Reilly (Stephen Dorff) es un detective de policía de Nueva York que es llamado a la escena de una muerte misteriosa en el sistema del metro. La víctima, Polidori (Udo Kier), presenta sangrado en los ojos y otros orificios y, por la mirada congelada en el rostro, parece haber sido un susto de muerte. 
En el Departamento de Salud la investigadora, Terry Huston (Natascha McElhone) está intrigada por el hallazgo y, sobre todo cuando varias víctimas más aparecen con síntomas idénticos. 
Cuando un virus contagioso es descartado, el equipo dos trata de descubrir lo que podría matar a esta gente. Después de algunas excavaciones en busca de pistas, ordenan revisar el disco duro de las computadoras de las víctimas, a la forense especialista, Denise Stone (Amelia Curtis). 
Denise termina descubriendo que habían visitado un sitio web llamado Feardotcom que presenta voyeurismo, tortura y asesinatos. Al mirar en la misma página, Denise se somete a diversos lugares y sonidos de la tortura que a la larga dan como resultado su locura y su muerte desde la ventana de su apartamento. 
Mike se siente culpable, pensando que Denise nunca debió haberse involucrado en el caso. Terry se da cuenta de que las personas que visitan la página web terminan muriendo dentro de las 48 horas siguientes. A pesar de saber que es peligroso, tanto ella como Mike acaban visitando el sitio con el fin de averiguar lo que está sucediendo. 
A medida que comienzan a experimentar paranoia y alucinaciones (como el muerto), entre ellos el de una niña, tienen una carrera contra el tiempo para averiguar si hay alguna conexión a un asesino en serie muy vicioso, Alistair "El Doctor" Pratt (Stephen Rea), que ha eludido a Mike durante años. 
Se revela que Feardotcom es de hecho un sitio fantasma de una de las primeras víctimas de Pratt, Jeannie-Jean Marie (Gesine Cukrowski) quien busca venganza, porque la gente la vio ser torturada y asesinada. Torturada por Pratt durante 48 horas antes de que ella le rogara que la matara, lo que explica por qué las víctimas tienen 48 horas de vida. Mike y Terry localizan a Pratt y liberan el espíritu de la niña asesinada en el sitio web, que mata a Pratt. Sin embargo, Mike también es asesinado. 
La escena final muestra a Terry acostada en su cama con su gato, mirando al techo cuando suena el teléfono; Terry contesta, pero nadie en la línea le responde, así que Terry vuelve a colgar.

## Elenco
- Stephen Dorff – Detective Mike Reilly.
- Natascha McElhone – Terry Huston.
- Stephen Rea – Alistair Pratt.
- Gesine Cukrowski – Jeannie-Jean Marie.
- Udo Kier – Polidori.
- Amelia Curtis – Denise Stone.
- Jeffrey Combs – Sykes.
- Nigel Terry – Eddie Turnbull.

## Crítica
La película fue criticada por su falta de originalidad, en concreto, la trama parece ser demasiado derivada de Ringu, aunque "Feardotcom" salió dos meses antes de la versión americana de The Ring. La premisa es también muy similar a la de la película japonesa Kairo, lanzada en 2001, y Videodrome de David Cronenberg. Tiene una clasificación de Rotten Tomatoes del 3%.